# آکیهیرو فوکاتسو
آکیهیرو فوکاتسو (انگلیسی: Akihiro Fukatsu؛ زادهٔ ۲۳ ژوئیهٔ ۱۹۸۷) بازیکن والیبال اهل ژاپن است.